# William Elliott, Baron Elliott of Morpeth
Robert William Elliott, Baron Elliott of Morpeth (* 11. Dezember 1920; † 20. Mai 2011), bekannt als William Elliott, war ein britischer Politiker der Conservative Party.

## Leben
Elliott wurde 1920 als Sohn von Mary Elizabeth Fulthorpe und Richard Elliot geboren. Sein Vater Richard Elliott, bekannt als „Dick“, war Stadtrat und Bürgermeister von Morpeth. William Elliott besuchte die King Edward VI Grammar School in Morpeth. 
Seit 1939 war er als Landwirt tätig. Im Zeitraum von 1948 bis 1955 war er Vorsitzender (Chairman), Vizepräsident (Vice-President) und Präsident der Northern Area Young Conservatives.
Elliott heiratete 1956 Catherine Jane Morpeth. Sie haben zusammen fünf Kinder, vier Töchter und einen Sohn.

## Mitgliedschaft im House of Commons
Bei einer Nachwahl 1954 und der Unterhauswahl 1955 trat er für den Wahlkreis Morpeth bei der Unterhauswahl an. Elliott wurde in einer Nachwahl 1957 als Abgeordneter für den Wahlkreis Newcastle upon Tyne North North in das House of Commons gewählt und vertrat den Wahlkreis bis zum 9. Juni 1983, als er in seinem bisherigen Wahlkreis nicht mehr antrat und Robert Crofton Brown gewählt wurde. 
Von 1958 bis 1959 war er Parliamentary Private Secretary (PPS) im Verkehrsministerium (Ministry of Transport and Civil Aviation) und übernahm 1959 das Amt eines parlamentarischen Unterstaatssekretärs im britischen Innenministerium, dem Home Office (Parliamentary Under Secretary of State Home Office).
1960 wurde er dort zum Staatsminister (Minister of State) ernannt und blieb dies bis 1961. Von 1961 bis 1963 war er Minister für technische Zusammenarbeit (Minister for Technical Co-operation). Von 1963 bis 1964 war er Stellvertretender Whip der Regierung (Assistent Government Whip) und von 1966 bis 1970 Whip der Opposition. 
Von Juni bis Oktober 1970 war er Comptroller of the Household, die dritthöchste Position am Königshof nach dem Amt des Lord Steward of the Household und dem „Treasurer of the Household“. Von 1970 bis 1974 war er stellvertretender Vorsitzender der Conservative Party.

## Mitgliedschaft im House of Lords
Am 16. Mai 1985 wurde er als Baron Elliott of Morpeth, of Morpeth in the County of Northumberland and of the City of Newcastle upon Tyne zum Life Peer ernannt und damit Mitglied im britischen Oberhaus. Am 13. November 1985 hielt er seine Antrittsrede. Er war von 1992 bis 2002 stellvertretender Sprecher (Deputy Speaker) und von 1997 bis 2002 Deputy Chair of Committees. Von 1980 bis 1983 war er Vorsitzender (Chairman) des Sonderausschusses für Landwirtschaft, Fischerei und Ernährung (Select Committee on Agriculture, Fisheries and Food). Als politisches Thema von besonderem Interesse gab er in Parlamentsbiografie auf der Webseite des Oberhauses Regionalpolitik an.
Am 19. Februar 2007 meldete er sich dort zuletzt zu Wort; regelmäßig sprach Elliott, auch noch in hohem Alter, zu Fragen des Tierschutzes. Zuletzt nahm er am 17. März 2010 an einer Abstimmung teil. Er wurde ab dem 5. Oktober 2010 aufgrund eines durch das House of Lords gewährten Leave of Absence dauerhaft beurlaubt.

## Weitere Ämter und Ehrungen
Bei Trade Finance plc war er von 1970 bis 1973 Direktor. Von 1975 bis 1992 war er Präsident der Water Companies Association. Von 1980 bis 1983 war er Direktor der Sino French Holdings (Hong Kong) und von 1980 bis 1995 Vorsitzender (Chairman) von United Artists Communications (Bezirk North East). Bei der Port of Tyne Authority war er von 1982 bis 1991 Direktor.
1974 wurde er zum Ritter (Knight) erhoben und 1982 (nach anderen Quellen 1983) zum Deputy Lieutenant von Cumbria ernannt.